# Karl Schmidt-Rottluff

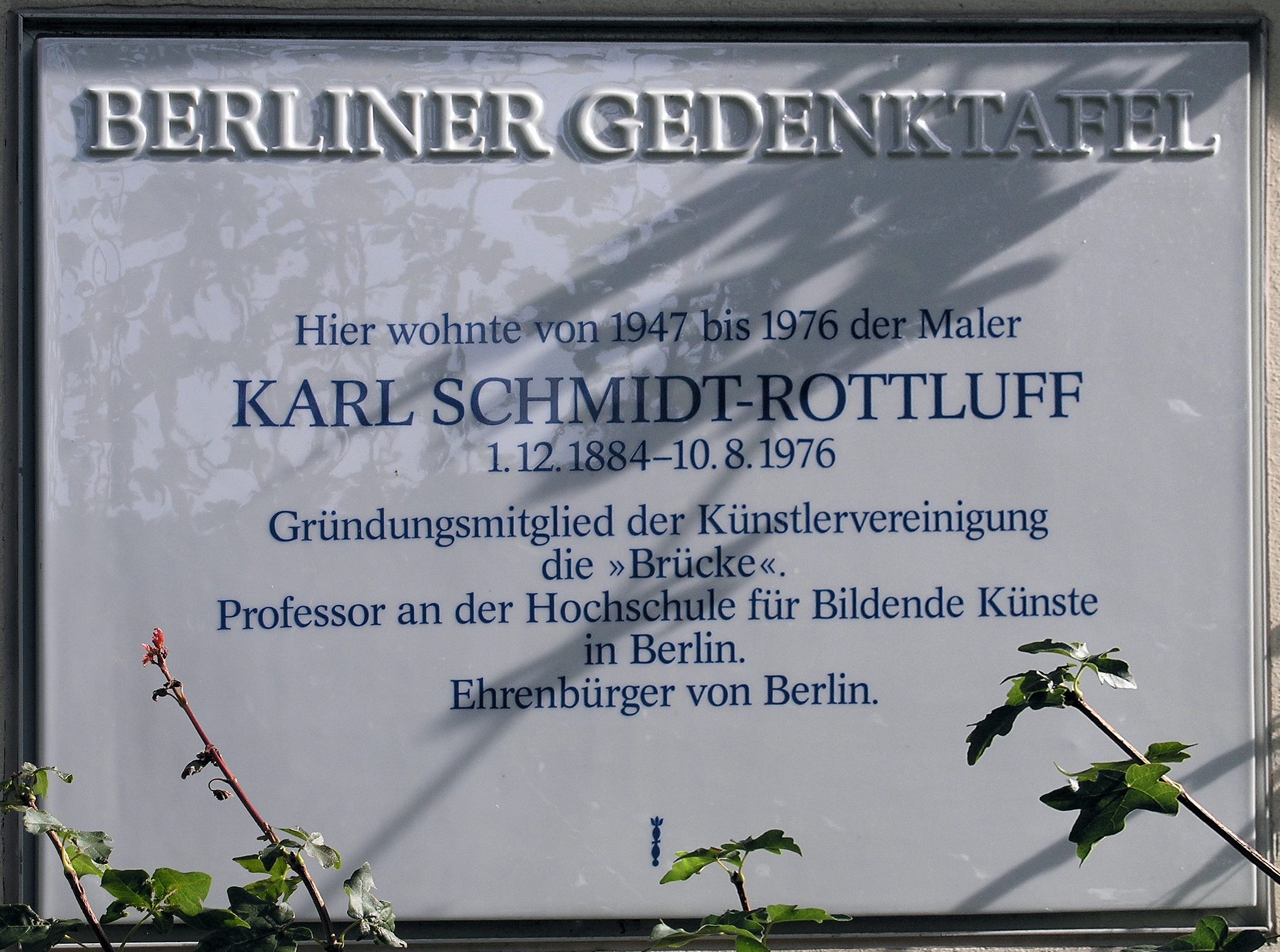
Tablica pamiątkowa na domu Schützallee 136 w Berlinie-Zehlendorf

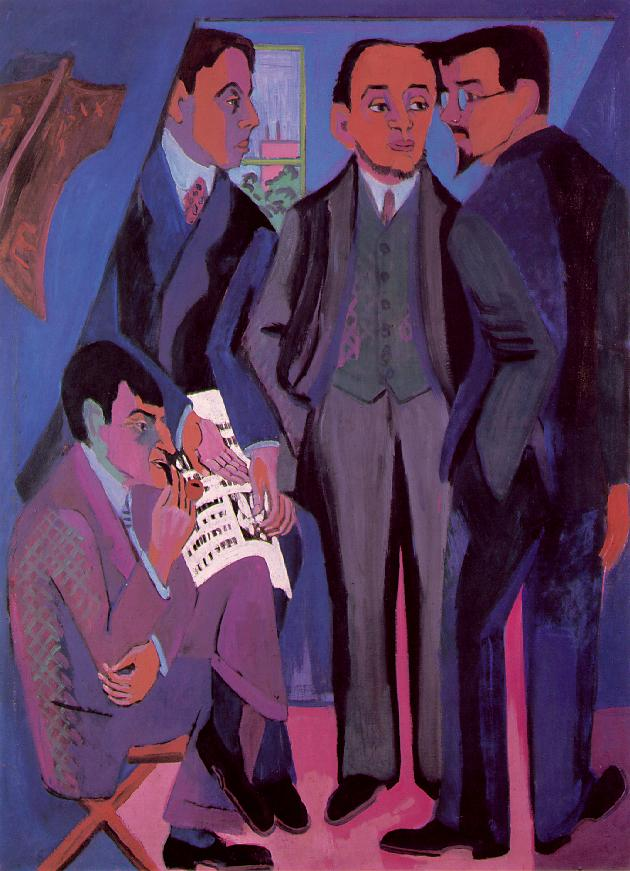
Ernst Ludwig Kirchner: Grupowy portret (1926): Otto Mueller, Kirchner, Heckel, Schmidt-Rottluff

Karl Schmidt-Rottluff (ur. 1 grudnia 1884 w Rottluff (obecnie dzielnica miasta Chemnitz), zm. 10 sierpnia 1976 w Berlinie, właściwie Karl Schmidt) – niemiecki malarz i grafik, uważany za klasyka modernizmu i przedstawiciela ekspresjonizmu.

## Życiorys
Karl Schmidt urodził się w miejscowości Rottluff koło Chemnitz w Saksonii. W roku 1905 przybrał nazwisko Schmidt-Rottluff.
W latach 1905–1906 studiował architekturę na Politechnice Drezdeńskiej.
7 czerwca 1905 drezdeńscy studenci architektury Karl Schmidt-Rottluff, Ernst Ludwig Kirchner, Fritz Bleyl i Erich Heckel założyli grupę artystyczną „Die Brücke” (Most) która istniała do roku 1913.
W listopadzie tegoż roku odbyła się pierwsza wystawa prac członków grupy. W roku 1907 historyczka sztuki Rosa Schapire poprosiła o przyjęcie do grupy w charakterze członka nieaktywnego. Schmidt-Rottluff namalował w latach 1911 i 1919 dwa jej portrety.
Schmidt-Rottluff uczestniczył 1910 w wystawie grupy „Berliner Secession”, w roku 1912 w drugiej wystawie monachijskiej grupy „Błękitny Jeździec” (Der Blaue Reiter) i w kolońskiej wystawie „Sonderbundu” (Szczególnego Związku Zachodnioniemieckich Miłośników Sztuki i Artystów).
W roku 1914 został Schmidt-Rottluff przyjęty na członka „Neue Sezession”, która zorganizowała mu pierwszą wystawę indywidualną.
Powołany do wojska, walczył na frontach litewskim i rosyjskim 1915–1918.
1918 poślubił Emy Frisch.
Wczesne dzieła Schmidt-Rottluffa wykazują wpływy impresjonizmu.
Po przeprowadzce do Berlina 1911 w jego malarstwie pojawiły się formy geometryczne, które po roku 1923 zaczęły ustępować płynnym formom okrągłym.
W roku 1931 został wybrany na członka Pruskiej Akademii Sztuki, w roku 1933 pozbawiony członkostwa. Jego twórczość została 1936 uznana za „sztukę zdegenerowaną”. W roku 1937 608 jego dzieł zostało skonfiskowanych w muzeach Niemiec, 25 z nich pokazano na Wystawie sztuki zdegenerowanej. 20 marca 1939 wiele jego dzieł zostało spalonych na dziedzińcu berlińskiej straży pożarnej. W roku 1941 został obłożony zakazem twórczości malarskiej. Wtedy wyjechał z Berlina do Rottluff. W roku 1943 jego berlińska pracownia została zbombardowana.
1947 Schmidt-Rottluff został powołany na profesora Akademii Sztuk Pięknych w Berlinie-Charlottenburgu. W 1956 odznaczony został Pour le Mérite za Naukę i Sztukę. W dniu 80. urodzin w roku 1964 Schmidt-Rottluff zaproponował stworzenie w Berlinie muzeum Die Brücke. Założył fundację Emy i Karla Schmidt-Rottluffów, której przekazał wiele swoich dzieł. Także Erich Heckel wzbogacił zbiory muzeum, które zostało otwarte 15 września 1967 w Berlinie-Zehlendorf.
Część dzieł Schmidt-Rottluffa znajduje się też w zbiorach muzeum miasta Chemnitz.
W 2019 kanclerz Niemiec Angela Merkel zdecydowała o usunięciu jego prac z urzędu kanclerskiego z powodu antysemickich wypowiedzi zawartych w jego prywatnej korespondencji.

## Literatura
- Gerhard Wietek: Karl Schmidt-Rottluff. Plastik und Kunsthandwerk, Werkverzeichnis. Hirmer, München 2001, ISBN 3-7774-9270-1.
- Roland Doschka (wydawca): Deutscher Expressionismus – Karl Schmidt-Rottluff. Meisterwerke aus den Kunstsammlungen Chemnitz. Prestel, München 2005, ISBN 3-7913-3386-0.
- Karl Schmidt-Rottluff. Formen & Farbe. Hirmer, München 2007, ISBN 978-3-7774-3455-1.
- Gerd Presler: Die Brücke. Rowohlt, Reinbek 2007, ISBN 978-3-499-50642-0.

## Internet
- Krótka biografia w LeMO
- Andreas Gabelmann: Karl Schmidt-Rottluff (Brücke-Museum)

## Wybór dzieł w Internecie
- Czerwona wieża w parku, 1910 w Städel-Museum
- Dwie kobiety, 1914 w Heydt-Museum, Wuppertal. von-der-heydt-museum.de. [zarchiwizowane z tego adresu (2007-09-27)].
- Trzy kobiety nad morzem, 1919 & Krajobraz norweski (Skrygedal), 1911. buchheimmuseum.de. [zarchiwizowane z tego adresu (2010-02-14)]. w Buchheim-Museum
- Bez tytułu w kolekcji Frieder Burda
- Karl Schmidt-Rottluff: Portret Rosa Schapire (1911) w Brücke-Museum, Berlin
- Karl Schmidt-Rottluff: Portret Rosa Schapire (1919) w Tate Gallery, Londyn